# Cao Chong
Cao Chong (196 – 208) was de zevende zoon van Cao Cao, een generaal uit de Han-dynastie. Zijn moeder was mevrouw Huan en hij is bekend om zijn slimheid; Cao Chong bedacht als kind een methode om het gewicht van een olifant te meten. De methode (曹沖秤象) ging als volgt: Hij leidde een olifant om op een schip te gaan staan, vervolgens maakte hij een inkerving op de buitenkant van het schip als aanduiding tot waar het water stond en daarna moest de olifant het schip uit en liet hij stenen op het schip laden totdat het schip was gezonken tot de inkerving op het schip. De stenen liet hij vervolgens wegen en zo wist hij het gewicht van een olifant te vinden.
Op de leeftijd van twaalf jaar overleed hij aan een ziekte. Zijn vader was bedroefd en had spijt dat hij dokter Hua Tuo liet vermoorden. Anders zou volgens hem zijn zoon genezen kunnen worden door behandeling van Hua Tuo. Cao Chong werd samen begraven met een jonge vrouw met de familienaam Zhen.